# Кочкин, Сергей
Сергей Кочкин (род. 1 июля 1970) — российский легкоатлет, специалист по тройному прыжку. Выступал на профессиональном уровне в 1994—2001 годах, многократный победитель и призёр первенств всероссийского значения, участник ряда крупных международных стартов, в том числе чемпионата Европы в помещении в Генте. Представлял Самарскую область. Мастер спорта России международного класса.

## Биография
Сергей Кочкин родился 1 июля 1970 года.
Занимался лёгкой атлетикой в Самаре, проходил подготовку под руководством тренера С. К. Каргина.
Впервые заявил о себе в тройном прыжке на всероссийском уровне в сезоне 1994 года, когда с результатом 16,54 одержал победу на соревнованиях в Брянске.
В сентябре 1995 года выиграл серебряную медаль на турнире в Сочи (16,91).
В 1996 году взял бронзу на соревнованиях в помещении в Самаре, с личным рекордом 17,30 победил на чемпионате России среди военнослужащих в Ростове-на-Дону, стал четвёртым на чемпионате России в Санкт-Петербурге и третьим на Кубке России в Сочи.
В мае 1997 года отметился выступлением на международном турнире в Норвегии, где превзошёл всех своих соперников в тройном прыжке.
В 1998 году был пятым на зимнем чемпионате России в Москве и на летнем чемпионате России в Москве, занял первое место на Мемориале Куца в Москве.
В 1999 году одержал победу на Мемориале братьев Знаменских и на Мемориале Куца в Москве, на чемпионате России среди военнослужащих в Ростове-на-Дону, на международных турнирах в Испании, Норвегии. Показал пятый результат на зимнем чемпионате России в Москве и четвёртый результат на летнем чемпионате России в Туле, занял шестое место на Всемирных военных играх в Загребе.
В 2000 году победил на чемпионате Москвы среди военнослужащих, с личным рекордом в помещении 16,90 на международном турнире «Русская зима» в Москве, получил серебро на Кубке губернатора в Самаре и на зимнем чемпионате России в Волгограде. Представлял российскую сборную на чемпионате Европы в помещении в Генте — на предварительном квалификационном этапе прыгнул на 16,09 метра, чего оказалось недостаточно для выхода в финал. Также в этом сезоне выиграл Кубок России в Туле и Мемориал братьев Знаменских в Санкт-Петербурге, стал седьмым на Кубке Европы в Гейтсхеде, завоевал золотую награду на Мемориале Куца в Москве.
В 2001 году стал четвёртым на зимнем чемпионате России в Москве и восьмым на летнем чемпионате России в Туле, после чего завершил спортивную карьеру.
За выдающиеся спортивные достижения удостоен почётного звания «Мастер спорта России международного класса».